# المشتري LV
القمر S/2003 J 18 هو قمر طبيعي غير نظامي يتحرك بحركة تراجعية تابع لكوكب المشتري.
و ينتمي هذا القمر إلى مجموعة أنانك التي يعتقد أنها بقايا تفكك شمسي حيث أن جميعها بالتالي لها أصل مشترك.

## اكتشافه
تم اكتشافه من قبل فريق من علماء الفلك بقيادة بريت جلادمان في عام 2003 للميلاد، وتمت تسميته حينها مؤقتاً S/2003 J 18 و لم يتم حتى الآن إعطاؤه اسماً دائمياً.

## خصائصه
يبلغ قطر هذا القمر حوالي كيلومترين .ويدور حول كوكب المشتري على مسافة متوسطة تبلغ 19,813 ميغامتر في 569.728 يوماً، بزاوية ميل يبلغ قدرها 147 درجة في اتجاه (°149 من خط الاستواء في المشتري) حسب مسير الشمس مع شذوذ مداري يبلغ قدره 0.1570.

## وصلات خارجية
- صور فيلم أقمار المشتري الجديدة (صور)